# 小林万桜
小林 万桜（こばやし まお、1992年1月12日 - ）は、日本のグラビアアイドル、女優。斎藤 朝美、小林 朝美などの別名義あり。

## 経歴
1992年1月12日、東京都に 生まれる。6歳より女優業を中心に芸能活動を開始。
2004年（12歳）、会田我路撮影による作品群で人気を博す。いわゆるジュニアアイドルである。「ローティーンモデルとしてはかなり過激な水着を着用」と評されることもある。日美野梓と2人組のアイドルユニット「きゃぴきゃぴ」として活動。
2004年から2005年にかけて、高見沢俊彦がプロデュースするアイドルユニット Doll's Vox に参加。
2006年、TVKの番組『情報発信塾 アイドル☆レボリューション』と音楽雑誌『mint's』とのコラボレーションにより結成された5人組アイドルグループ「桜（もも）mint's」の一員として活動。ただし学業上の問題や芸能活動の方向性などの理由で、同年11月25日をもって脱退。小中学生5人によるアイドルユニット「Kiss！い・も・う・と Club.」のメンバーとしても活動。2006年12月20日、アルバム『萌トリビュート』をリリース。アニメや美少女ゲームの歌のカバーアルバムである。
2010年10月29日、東京都文京区で「朗読NIGHT」に出演。
2012年3月19日、自身のブログで現在芸能活動を休止中であることを発表。

## フィルモグラフィ

### テレビ
ドラマ
- ほんとにあった怖い話スペシャル2 真夜中の病室（2000年、フジテレビ）
- 仮面ライダー龍騎（2002年、テレビ朝日）- チサト 役
- 忍風戦隊ハリケンジャー（2002年、テレビ朝日）- 茜 役
- 稲川淳二の怪奇事件簿2 近所の女の子編（2002年、読売テレビ）- 智代（主演） 役
- 虹色定期便（2003 - 2004年、NHK教育）- 木村さなえ 役
- 天才てれびくんMAX （2005年、NHK教育）- 夏代 役（ぼくがぼくであること）
- 浅草ふくまる旅館　第1シリーズ 第1話（2007年1月8日[7]、TBS）- 遠藤みさき 役

その他
- けんたろうとミクのワイワイキッズ（1999年 - 2000年、キッズステーション、tvk）- ともぴー（ワイワイキッズメンバー）
- テンパイ（2003年7月9日 - 9月10日、テレビ東京）- テンパイ学園ジュニア部メンバー[8]
- ラブハリケーン（2004 - 2005年、MXTV、EXエンタテイメント）
- SDM発I（2004年、フジテレビ）
- CS発!美少女箱（2004 - 2005年、フジテレビ721）
- エンタ☆天国!（2005年、MXTV、EXエンタテイメント）
- 小・中学生限定美少女学園（2005年、MXTV、エンタ!371）- 司会
- グラビアの美少女（2007年2月2日[7]、MONDO21）

### 映画
- 呪怨（2003年、東京テアトル）- いずみ 役
- 制服サバイガール（2008年12月）[9]

### オリジナルビデオ
- 聖少女戦士St.ヴァルキリー（2006年、タキ・コーポレーション）- ヴァルキリー・アイ / 葉山亜衣 役
- マイコうそみたい!（2007年）- マイコ（主演） 役
- いじめ中学生 アイの羽（2009年）- 前田優衣（主演） 役
- リアルかくれんぼファイナル（2011年）

### DVD
特に断らない限り出典：
- 2004
  - 小林万桜／Holy Angel(2004年3月25日、カードショップトレジャー)
  - 小林万桜／まお 12歳（2004年2月28日、FUGA）
  - 小林万桜／まお 12歳 II（2004年6月10日、FUGA）
  - 小林万桜／万桜12歳　夏休み（2004年7月23日、ぶんか社）
  - 小林万桜／美少女ソナタ　さくらぐみ（2004年10月27日、バウハウス）
- 2005
  - 小林万桜／早春（2005年2月25日、ぶんか社）[11]
  - 会田我路U-15　小林万桜 ／熟果（2005年7月29日、ぶんか社）
  - 小林万桜／とぴゅあ☆フレンズ（2005年9月26日、アイマックス）
  - 小林万桜・榊マリエ・河愛久美／ときめき美少女cafe（2005年12月12日、プリスタル）
  - 万桜13歳 -純白-（2005年、ぶんか社）
  - 万桜13歳（2006年、ガロマージュ・エンターテイメント）
- 2006
  - 万桜13歳 -豊潤-（2006年、ぶんか社）
  - 美少女散策 Vol.1 小林万桜／万桜のちょこっと旅行 都電荒川線（2006年6月21日、ビーエムドットスリー）
  - 万桜14歳（2006年、ガロマージュ・エンターテイメント）
  - 小林万桜／万桜14歳（2006年6月21日、ビーエムドットスリー）GARO-005 
  - Alluring Eyes ～芽艶～ ～小林万桜～（2006年7月22日、リベルタス）
  - 美少女トロピカル グラビア総集編 VOL．3（2006年、トライアングル・フォース）※共演：宝生かすみ、飯田ともこ
  - 万桜14歳 -桜桃-（2006年、ぶんか社）
  - 小林万桜／万桜14歳 万開（2006年11月24日、ぶんか社）
  - Chu→Boh学園 '07初春（2006年12月22日、海王社）※共演：小野明日香、岸波莉穂、山口ひかり、桐嵯梨、藤井玲奈、篠崎愛
- 2007
  - 小林万桜／たぶんコドモ!?（2007年3月22日、エアーコントロール）[12]
  - 小林万桜／たぶんオトナ!?（2007年3月22日、エアーコントロール）[12]
  - Angel Kiss ～大人の予感～ ～小林万桜～（2007年6月22日、トリコ）
  - FUKUE PICTURES 小林万桜／mao♡self（2007年9月28日、ビーエムドットスリー）
- 2008
  - 小林万桜／艶めいて咲く花に（2008年4月28日、FUKUE PICTURES）[13]
- 2009
  - 現役女子高生グラビアBOX（2009年12月22日、アイマックス） ※共演：疋田紗也、木村百合。BOXの中のVol.6
- 2010
  - 美少女ひとりぢめ 1 小林万桜 ～永久保存版～（2010年1月1日、日本メディアサプライ）
  - 美少女ひとりぢめ 2 小林万桜 ～永久保存版～（2010年1月1日、日本メディアサプライ）

### その他
舞台
- ロイヤルホ☆ト2011（2011年）- 瑠花[14]

ゲーム
- COOL COOL TOON（1999年、SNK）- スピカ（声の出演）

## ディスコグラフィ
2006年12月20日『萌トリビュート』
収録曲
天罰！エンジェルラビィ
ドリルでルンルンクルルンルン
いちご GO!GO!
ふたりのもじぴったん
ギャラクシー★Bang! Bang!
Neko Mimi Mode
アキバで抱きしめて～HOLD ON ME@AKIHABARA～
巫女みこナース・愛のテーマ
フィギュアになりたい
√キス2（＝お兄ちゃん！）（るーときすじじょうはおにいちゃん！）

## 出版

### 写真集
- 万桜12歳（2004年、ぶんか社）
- 万桜12歳-夏休み-（2004年、ぶんか社）
- もも組3番 小林万桜12歳美少女ソナタ（2004年、バウハウス）
- 万桜12歳-早春-（2005年、ぶんか社）
- 万桜13歳-熟果-（2005年、ぶんか社）
- 万桜13歳-純白-（2006年、ぶんか社）
- 万桜13歳-豊潤-（2006年、ぶんか社）
- 万桜14歳-桜桃-（2006年、ぶんか社）
- 開花!?（2007年、彩文館出版、撮影：清久戚世）ISBN 978-4775602027

## 人物
好きな科目は国語と体育。嫌いな科目はそれ以外。
特技は琉球太鼓、ボクシング、スイミング。趣味は小説・詩を書く事、歌。
公益社団法人全国乗馬倶楽部振興協会の乗馬技能認定5級。NPO法人日本パラグライダー協会のベーシックパイロット技能証保有。株式会社パディ・アジア・パシフィック・ジャパンのダイバー･コース修了（オープン・ウォーター・ダイバー、アドヴァンスド・オープン・ウォーター・ダイバー、レスキュー・ダイバー、水中フォトグラファー、エマージェンシー・ファースト・レスポンス）